# Caledopsyche erotos
Caledopsyche erotos là một loài Trichoptera trong họ Hydropsychidae. Chúng phân bố ở miền Australasia.